# Matsuichi Yamada
Matsuichi Yamada (山田 松市, Yamada Matsuichi) est un footballeur japonais né le 21 février 1961. Il évoluait au poste de milieu de terrain.